# Tournée de l'équipe de France de rugby à XV en 2016
L'équipe de France de rugby à XV effectue du 19 au 25 juin 2016 une tournée en Argentine. C'est la première tournée du XV de France dirigé par Guy Novès,.
Chacun vainqueur d'un match, les bleus remportent la tournée à la différence de points inscrits.

## Résultats complets
| No | Date         | Lieu                                                | Match              | Score   | Compétition |
| -- | ------------ | --------------------------------------------------- | ------------------ | ------- | ----------- |
| 1  | 19 juin 2016 | Stade Monumental José Fierro, San Miguel de Tucumán | Argentine – France | 30 – 19 | test match  |
| 2  | 25 juin 2016 | Stade Monumental José Fierro, San Miguel de Tucumán | Argentine – France | 0 – 27  | test match  |

## Bilans
| Joueur                  | Nation    | Essai | Tr. | Pen. | Drop | Pts |
| ----------------------- | --------- | ----- | --- | ---- | ---- | --- |
| Nicolás Sánchez         | Argentine | 0     | 3   | 3    | 0    | 15  |
| Jules Plisson           | France    | 0     | 1   | 4    | 0    | 14  |
| Baptiste Serin          | France    | 0     | 3   | 2    | 0    | 12  |
| Rémi Bonfils            | France    | 1     | 0   | 0    | 0    | 5   |
| Hugo Bonneval           | France    | 1     | 0   | 0    | 0    | 5   |
| Loann Goujon            | France    | 1     | 0   | 0    | 0    | 5   |
| Rémi Lamerat            | France    | 1     | 0   | 0    | 0    | 5   |
| Manuel Montero          | Argentine | 1     | 0   | 0    | 0    | 5   |
| Guido Petti Pagadizábal | Argentine | 1     | 0   | 0    | 0    | 5   |
| Joaquín Tuculet         | Argentine | 1     | 0   | 0    | 0    | 5   |

|}